# Ancinus belizensis
Ancinus belizensis är en kräftdjursart som beskrevs av Brian Frederick Kensley och Marilyn Schotte 1987. Ancinus belizensis ingår i släktet Ancinus och familjen Ancinidae. Inga underarter finns listade i Catalogue of Life.